# 返事
| ウィキペディアには「返事」という見出しの百科事典記事はありません（タイトルに「返事」を含むページの一覧/「返事」で始まるページの一覧）。 代わりにウィクショナリーのページ「返事」が役に立つかもしれません。 |